# عقد 530
عقد 530 هو عقد امتد بين 1 يناير 530 و31 ديسمبر 539 بحسب التقويم الميلادي. سبقه عقد 520 ولحقه عقد 540.

## مواليد
- موريكيوس (539)
- جونتران (532)
- الإمبراطور بيداتسو (538)
- تشي يي (538)
- إفاغريوس سكولاستيكوس (537)
- نتيلة بنت جناب (537)
- سيجيبيرت الأول (535)
- شيلبيريك الأول (537)
- النابغة الذبياني (535)
- قيس بن عاصم التميمي (536)
- تشن وان (535)
- أبو طالب بن عبد المطلب (539)
- معقل بن خويلد الهذلي (531)

## وفيات
- سيرديك وسكس (534)
- الإمبراطور كيتاي (531)
- فيلكس الرابع (530)
- بونيفاس الثاني (532)
- ثيوداهاد (536)
- قباد بن فيروز (531)
- هلدريق (533)
- تيموثاوس الثالث (536)
- أغابيتس الأول (536)
- أتالاريك (534)
- الإمبراطور أنكان (535)

## كتب
- Yves Denis Papin (1998). Chronologie de l'histoire ancienne. Lieu de publication non identifié: Éditions Jean-paul Gisserot. ISBN:2-87747-346-5. OCLC:40746926. مؤرشف من الأصل في 2022-03-16.
- موسوعة حضارة العالم (2002) لأحمد محمد عوف.

## روابط خارجية
- تصفح سنة بسنة عقد 530 على موقع onthisday.com
- تصفح سنة بسنة عقد 530 ابتداءً من سنة عقد 530 على موقع المكتبة الوطنية الفرنسية